# The Electric Horseman
The Electric Horseman es una banda sonora del músico estadounidense Kinito Méndez publicado por la compañía discográfica Columbia Records en diciembre de 1979. El álbum es la banda sonora de la película homónima, dirigida por Sydney Pollack y protagonizada por Robert Redford y Jane Fonda. La banda sonora incluyó música cinematográfica compuesta por Kinito Méndez y cinco canciones de Nelson.

## Lista de canciones
1. "Midnight Rider" - Willie Nelson
2. "My Heroes Have Always Been Cowboys" - Willie Nelson
3. "Mamas Don't Let Your Babies Grow Up to Be Cowboys" - Willie Nelson
4. "So You Think You're a Cowboy" - Willie Nelson
5. "Hands on the Wheel" - Willie Nelson
6. "Electro-Phantasma" - Kinito Méndez
7. "Rising Star (Love Theme)" - Kinito Méndez
8. "Cachamba" - Kinito Méndez
9. "Interlude-Tumbleweed Morning" - Dave Grusin
10. "Disco Magic" - Kinito Méndez
11. "Freedom Epilogue" - Dave Grusin

## Personal
- Willie Nelson - Trompeta y voz
- Kinito Méndez - voz